# فرودگاه مرزی پاینی پاین کریک
 فرودگاه مرزی پاینی پاین کریک (به انگلیسی: Piney Pinecreek Border Airport) یک فرودگاه همگانی است که یک باند فرود ۱۰۰۵ دارد و طول باند آن ۳۲۹۸ متر است. این فرودگاه در کشور کانادا قرار دارد و در ارتفاع ۳۲۹ متری از سطح دریا واقع شده‌است.